# ハリウッドサイン
ハリウッドサイン（Hollywood Sign）は、アメリカ合衆国カリフォルニア州ロサンゼルスのサンタモニカ丘陵（Santa Monica Mountains）のリー山（Mount Lee）の一角にあるハリウッドヒルズ（Hollywood Hills）地区に設置された、有名なランドマーク。このアイコン的なサインは、この地域の地名を、高さ45-フート (14 m)、幅350-フート (110 m)にわたって並べられた文字で表している。このサインは、1923年に屋外広告として設置されたもので、設置後は時間の経過とともに広く知れ渡るようになった。このサインは、しばしば悪戯や破壊行為の標的とされたが、修復工事が行なわれた際に破壊行為を防ぐセキュリティ・システムが設置された。ハリウッドサイン・トラスト（the Hollywood Sign Trust）という非営利組織が、このサインの物理的な維持、修復、保全と、その歴史的、文化的重要性についての教育の普及、また、活動に必要な資金を集めることを目的として設けられており、サインの保全と営業活動にあたっている。
ひとつひとつの文字は丘の等高線に沿って設置されているため、平地から見上げると「波打つように」見えることがよく知られており、例えばハリウッド・ビデオのロゴにもその様子が反映されている。しかし、サインと同程度の高度から見ると、右の写真に示されているように、文字はほぼ水平に並んでいるように見える。
このサインは、大衆文化の中にしばしば登場し、特に、ハリウッドを舞台とする映画やテレビ番組のエスタブリッシング・ショット（状況設定ショット）に用いられるほか、例えば、映画『ハリウッド・ゲーム（原題：The Hollywood Sign）』（2001年）のタイトルを飾ったり、第84回アカデミー賞の作品賞などを獲得した2011年『アーティスト』でも再現されている。またCGIで制作された20世紀スタジオの現行のファンファーレ・ロゴの背景にも描き込まれている。このサインを模倣したような、同様のスタイルで別の言葉を綴ったいろいろなサインが、各地に存在している。

## 歴史
このサインが最初に建設されたのは1923年で、当初は「ハリウッドランド（HOLLYWOODLAND）」と文字が並んでいた。サインの当初の目的は、ロサンゼルスのハリウッド地区を見下ろす丘陵地で進められていた新たな住宅地開発の名称を広告することであった。ハリウッド一帯の土地開発を進めたホバート・ジョンストン・ホイットレー（Hobart Johnstone Whitley）は、ハイランド・アベニューとワイン・アベニューの間に位置するホイットレー・ハイツ（Whitley Heights）を開発した際に同様の広告を行なっていた。ホイットレーは、友人で、ロサンゼルス・タイムズ紙のオーナーだったハリー・チャンドラー（Harry Chandler）に、自身も関与している業者が、自社で扱う土地の広告のために同様のサインを作ると示唆した。不動産開発業者ウッドラフ・アンド・シュルツ（Woodruff and Shoults）は、「ハリウッドランド（Hollywoodland）」と名付けた開発地を、「ハリウッドに面した丘陵の素晴らしい環境を、過大なコストなしで」と宣伝した。
ウッドラフ・アンド・シュルツは、クレセント・サイン社（Crescent Sign Company）に発注して、南向きの丘の斜面に13個の文字を建てた。サインを設計したのは、この看板業者のオーナーだったトマス・フィスク・ゴフ（Thomas Fisk Goff、1890年 - 1984年）であった。ひとつひとつの文字は、幅30フィート (9.1 m)、高さ50フィート (15 m)で、全体でおよそ4,000個の電球が付けられていた。このサインは、公式には1923年7月13日に供用されたが、当初は、恒久的な施設とすることは考えられていなかった。サインの修復にあたっているベイ・カル塗装社（Bay Cal Painting）のウェブサイトによると、当初、サインは1年半程度だけ設置されるものと考えられていたが、ロサンゼルスで映画産業が勃興すると、このサインは国際的に認知されたシンボルとなり、撤去されずにそのまま残されたのだという。
1932年9月、ブロードウェイ女優ペグ・エントウィスルの遺体が、このサインの直下の谷で発見された。当時、エントウィスルはビーチウッド峡谷（Beachwood Canyon）の叔父の家に住んでいた。自殺をほのめかす走り書きが、何者かによってハリウッドの警察署に持ち込まれた財布の中から見つかった。警察は、エントウィスルが「H」の文字の上から飛び降り自殺したものと結論づけた。

### 老朽化

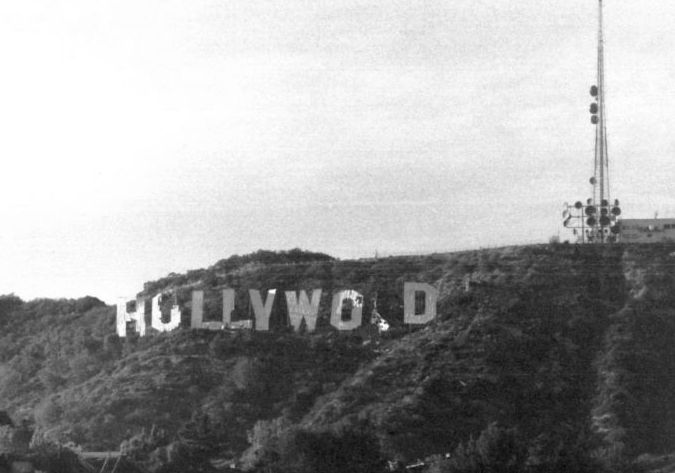
1970年代、最も荒廃したころのサイン。

もともと耐用18か月として設計されたサインは、そのまま半世紀以上も存続し、いろいろ損壊したり、老朽化が進んだところが出てきた。
1940年代はじめ、当時サインの管理をしていたアルバート・コウズ（Albert Kothe）という人物が事故を起こして「H」の文字を壊してしまい、その様子は数多くの当時の写真に記録された。酒に酔って車を運転していたコウズは、リー山の頂上近くで運転を誤って、崖から落下して「H」の背後に墜落した。コウズは怪我なく助かったが、乗っていた1928年製のフォード・モデルA（Ford Model A）と「H」の文字は破壊された。
1949年、ハリウッド商工会議所は、ロサンゼルス市公園局と契約を結んで、このサインの修繕、修復に当たることになった。この契約には、住宅開発地の名称ではなく地区名を表現するように、従来の文字から末尾の「LAND」を撤去して「HOLLYWOOD」とすることが、明記されていた。公園局が、装飾照明については商議所の負担としたため、商議所は電球の交換を取りやめた。この1949年の修復は、サインに新たな命を与えたが、特段の補修がなされなかった木材と金属板による構造物は、その後も老朽化が進んだ。やがて、最初の「O」が崩れ落ちて小文字の「u」のように見えるようになり、3つめの「O」が完全に崩れ落ちてしまい、荒廃が進んだサインは「HuLLYWO_D」と見えるようになった。

### 修復保全

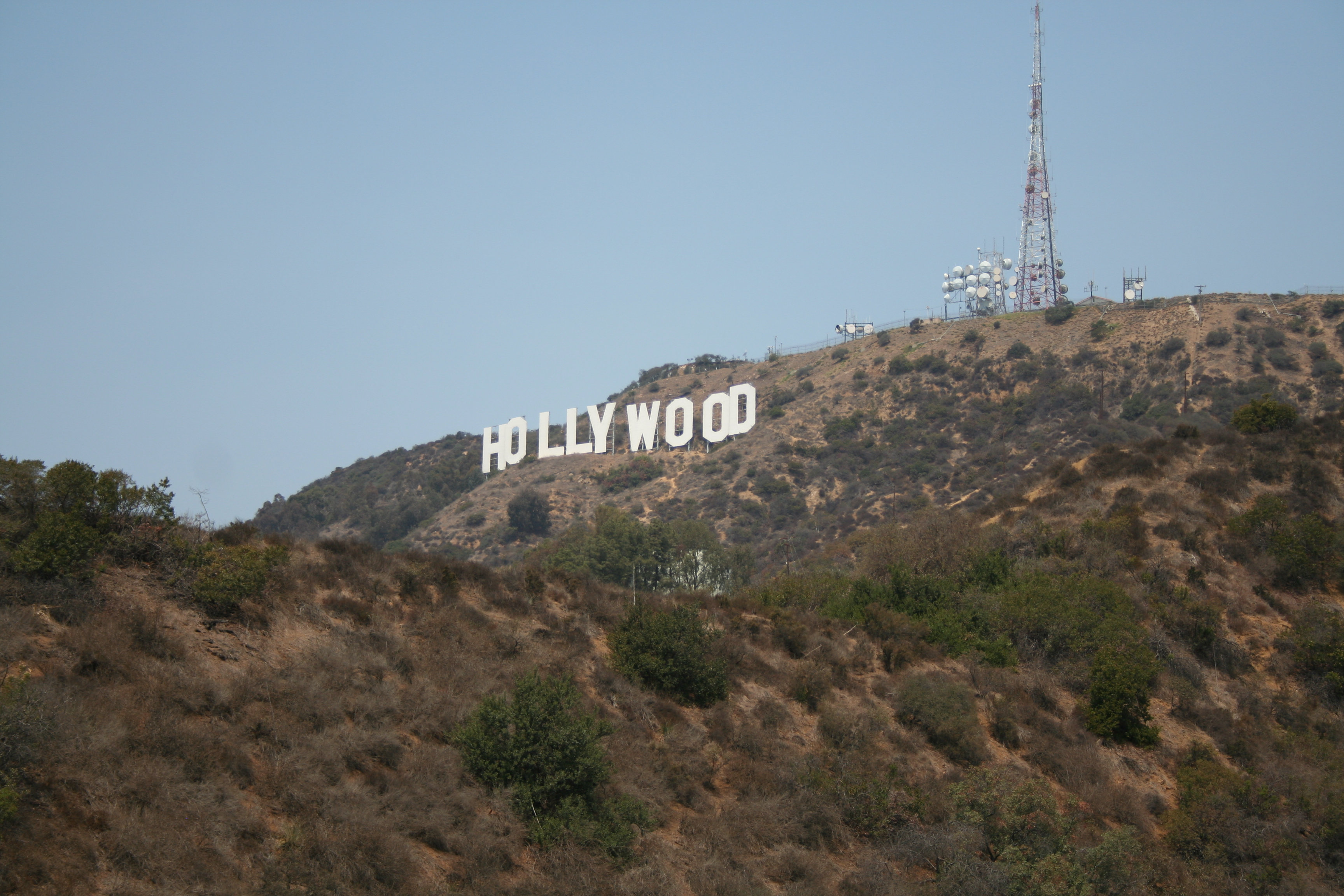
ハリウッド・ヒルズから眺めたハリウッドサイン。

1978年、「ショック・ロッカー」として知られ、失われた「O」の再建に寄付金を出したアリス・クーパーが、このランドマークの保存運動を展開したことが契機となり、ロサンゼルス商議所は、荒廃が進んだそれまでのサインに代えて、もっと恒久的な構造物の設置に着手した。9人の寄付者がそれぞれ27,700ドルを拠出し、合計249,300ドルで、耐久性のあるスチール製の文字への置き換えが行なわれることになった（後述の寄付者についても参照：金額の食い違いに注意）。
新たに設置された文字は、それぞれ高さは45フィート (14 m)、幅は31 - 39フィート (9.4 - 11.9 m)以上であった。この新しいサインは、ハリウッドの75周年を祝う、1978年11月14日にお披露目され、6千万人の視聴者がその様子を生中継したテレビ放送を見ていた。
2005年11月から、ベイ・カル・コマーシャル・ペインティング社の寄付による新たな修復が始まり、金属の地肌が出るまで塗装をいったんすべて落とした上で、白く塗り直す作業が進められた。2005年には、また、プロデューサーで起業家のダン・ブリス（Dan Bliss）によって、初代の1923年のサインがeBayのオークションにかけられた。この初代サインを購入したのは、彫刻家ビル・マック（Bill Mack）であった。

#### 寄付者たち

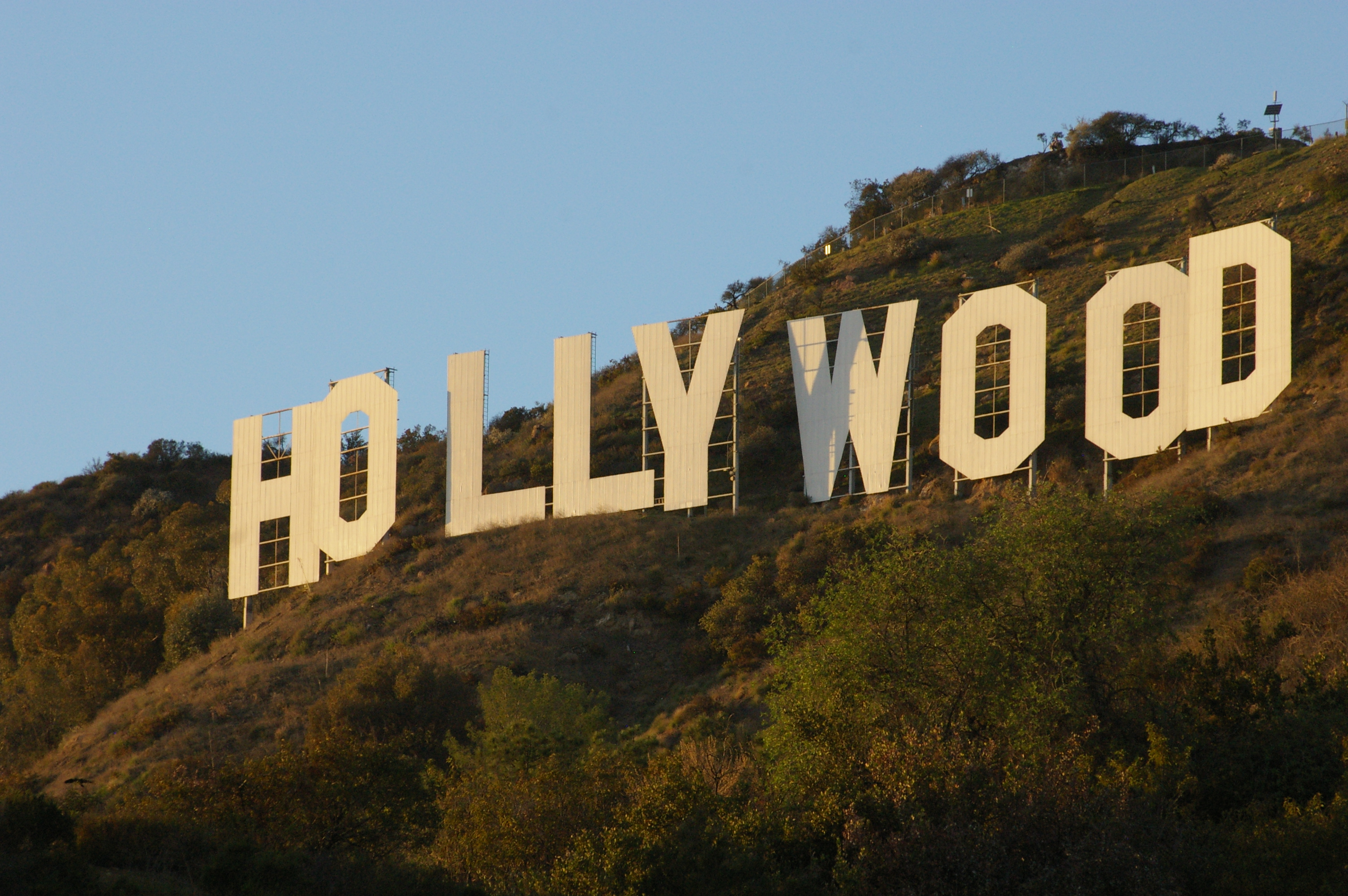
現在のサインの文字は、初代よりも高さが5 ft低くなっている。

1978年のサイン保存運動を受けて、以下の9人の寄付者がそれぞれ27,777ドルを拠出し、合計250,000ドルを用意した。
- H – テレンス・ドネリー（Terrence Donnelly） – 『Hollywood Independent Newspaper』紙の発行人
- O – ジョヴァンニ・マッツァ（Giovanni Mazza） – イタリアの映画プロデューサー
- L – レス・ケリー（Les Kelley） – Kelley Blue Book（自動車価格の査定情報を提供する事業）の創始者
- L – ジーン・オートリー（Gene Autry） – カントリー歌手、俳優、実業家
- Y – ヒュー・ヘフナー（Hugh Hefner） – 雑誌『PLAYBOY』の創始者
- W – アンディ・ウィリアムス（Andy Williams） – 歌手
- O – ワーナー・ブラザース・レコード（Warner Bros. Records）
- O – アリス・クーパー（Alice Cooper） – 歌手：寄付はグルーチョ・マルクス（Groucho Marx）を記念して行なわれた。
- D – トマス・プーリー（Thomas Pooley） – 寄付はマイケル・ウィリアムズ（Michael Williams）名義で行なわれた。

## 位置

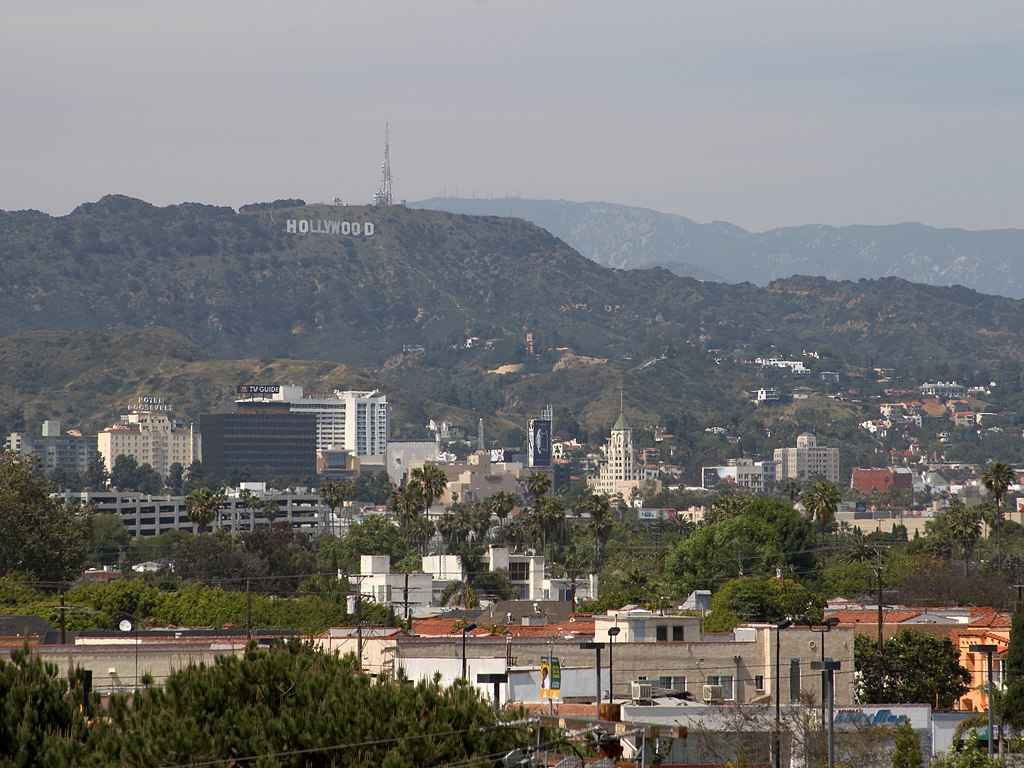
ウェスト・ハリウッドのサンタ・モニカ大通り付近、ハリウッド大通りから数ブロック南側からの眺め。かつてのハリウッド・ルーズベルト・ホテルが左側に見える。
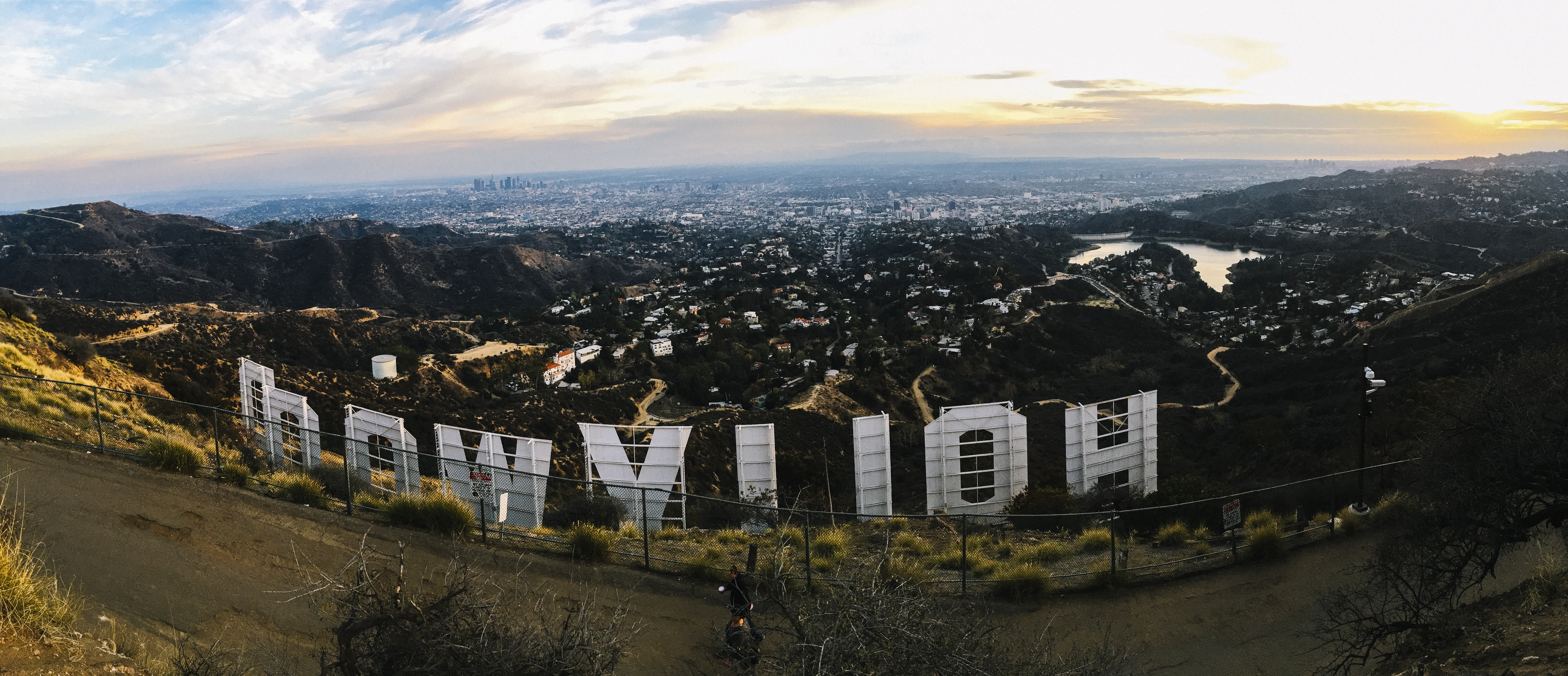
裏側からの眺め

このサインは、リー山の南斜面に位置するグリフィス公園（Griffith Park）内のマルホランド・ハイウェイ（Mulholland Highway）の北側に設置されている。
サインは、荒れた急峻な斜面に設置されており、不法侵入を防止するための柵に囲まれている。2000年には市警察が、動くものに反応する監視カメラを備えた保安設備を設置した。標識で示された範囲内で動くものがあると、警察に警報が通報されるようになっている。
- 北緯34度08分02.56秒 西経118度19分18.00秒 / 北緯34.1340444度 西経118.3216667度
- 標高 1,578フィート (481 m)

| - ウェスト・ハリウッドのサンタ・モニカ大通り付近、ハリウッド大通りから数ブロック南側からの眺め。かつてのハリウッド・ルーズベルト・ホテルが左側に見える。 - 裏側からの眺め |

## 周辺の土地
1940年にサインの周辺の土地を購入した大富豪ハワード・ヒューズは、女優ジンジャー・ロジャースのために、丘の上に大邸宅を建てることを計画していた。しかし、程なくしてふたりの親密な関係は破れ、土地は未利用のまま放置された。ヒューズ・エステートは、サインに向かって左側上方に広がっていたこの土地を、2002年に170万ドルで、シカゴの開発業者フォックス・リバー・フィナンシャル・リソーシズ（Fox River Financial Resources）に売却した。当初、フォックス・リバー社はここで、稜線に沿って豪奢な邸宅を並べる構想をもっていた。しかし同社は、2008年に2200万ドルの値をつけてこの土地を市場に売り出した。そこで、ロサンゼルス市はこの土地の購入を検討し、1978年の修復作業に倣ってその資金を有名人たちからの寄付によってまかなおうとした。
環境派や保存派は、この地域で不動産開発が行なわれるのではないかと懸念していた。2009年4月、トラスト団体The Trust for Public Land (TPL)が、138エーカー (0.56 km2)の土地を、値引きされた1250万ドルで購入するという契約がまとまった。2010年2月11日、その資金集めを呼びかけるために、市当局とハリウッドサイン・トラストの承認のもとで、「SAVE THE PEAK（丘を救おう）」と記された覆いがサインにかけられた。4月26日、TPLは、雑誌『PLAYBOY』の創始者のヒュー・ヘフナーが90万ドルの提供を申し出て、ようやく十分な資金が集まった、と発表した。その後ヘフナーは、さらに10万ドルを寄付に上乗せした。購入された土地は、隣接するグリフィス公園（Griffith Park）の附属地となった。

## サインの文字に変更を加えた事例
このサインに、物理的な変更を加えることは違法である。過去においては、商業的目的による一部の文字の変更を市当局が認めたこともあったが、現在では変更は許されていない。これは近隣住民からの反対や、過去におきた事故によるところが大きい。しかし、許可なく非公式にサインに変更が加えられたことは何度もあり、しばしば大きな注目を集めることになった。特によく知られた事例として、以下のようなものがある。
- HOLLYWeeD – 1976年1月、大麻を合法化する州法が可決されたのを受けて。学校で美術を学んでいたダニー・ファイングッドが課題の制作として行い、学校においてこれは「A判定」を受けた。無許可であったが、逮捕や起訴されることは無かった。（「weed＝草」は大麻を意味する隠語）[20]。その後2017年にも同様の事例が発生[21]。
- HOLYWOOD – 1977年4月、復活祭（イースター）の朝の礼拝に際し、ハリウッド・ボウルから見えた（「holly＝ひいらぎ」を「holy＝聖なる」に変更）[20]
- HOL YWOOD – 1978年、ローマ教皇ヨハネ=パウロ2世の訪問の際には、2番目の「L」に覆いがかけられた[22][23]。
- "GO NAVY" 1983年12月、陸軍士官学校対海軍兵学校のフットボールの試合が史上初めて（また、現時点で唯一）西海岸で開催された際、海軍士官学校生徒のグループが、許可を得てサインに覆いをかけた（D. Weiss, USNA'85/instigator & PM）[24]。
- RAFFEYSOD – 1985年1月1日、この変更がなされた。当初、意図は謎とされたが[25]、後には、無名のロックバンド the Raffeys にちなむものと見なされるようになった[24][26]。
- FOX – 1987年4月、フォックス放送によるネットワークの宣伝。
- CALTECH – 1987年5月、（行政区画として）ハリウッドが成立してから百周年を迎えたとき、カリフォルニア工科大学（略称：Caltech）が行なった数多くの悪ふざけのひとつ[27]。
- OLLYWOOD – 1987年7月、イラン・コントラ事件の聴聞のとき（「Olly」は「Oliver」、すなわちオリバー・ノースのこと）[20]。
- 1991年4月、湾岸戦争の終結を祝って、サインの周りに黄色いリボンが飾られた。これは、the Hollywood Salutes Gulf Veterans Celebrations（「湾岸戦争の兵士に敬礼するハリウッドの祝典」の意）に関連したものであった（D. Weiss, USNA'85/instigator & PM）。
- 1992年、映画『クールワールド（Cool World）』の宣伝活動の一環として、ホリー・ウッド（Holli Would）（キム・ベイシンガー扮するセクシーなヒロイン）の高さ75-フート (23 m)の書き割りが、ちょうどサインの上に座っているような形で設置された。この変更は、地元住民の怒りを買い[28][29]、この変更を施されたサインの除幕の際には、住民たちがピケを張る騒ぎとなった[30]。
- OIL WAR – 1991年、湾岸戦争に際して[20]。
- PerotWood - 1992年、アメリカ大統領選挙に独立候補として出馬したロス・ペロー (Ross Perot) を支援して。
- GO UCLA – 1993年、カリフォルニア大学ロサンゼルス校（UCLA）と南カリフォルニア大学（USC）の間で毎年恒例となっているアメリカンフットボールの試合に際して。この悪戯は、UCLAの学生団体Theta Chi Fraternity (ΘΧ)の20名が実行したもので、彼らは結局不法侵入の罪に問われた。この事件は、1994年に10万ドルをかけて設置された監視カメラや動体感知装置を含む保安システムの導入を早めることになった。
- JOLLYGOOD - 2000年、ヴァージン・アトランティック航空がロサンゼルスとロンドンの間に直行便を就航させた際の宣伝として[23]。「jolly good」は「素晴らしい」の意。
- SAVE THE PEAK – 2010年2月11日、サイン周辺の土地を不動産開発から守るためにThe Trust for Public Landが展開した運動の一環として、サインの文字に覆いがかけられ、「SAVE THE PEAK」（頂上を救え）と記した幕が張られた（上記参照）。この作業は語の冒頭から1文字ずつ進められたため、その途中では、「SALLYWOOD」（Sally Woodは、19世紀のアメリカの女流小説家）、「SAVETHEPOOD」（綴りは異なるが「Save the pooed」＝「うんちした奴を救ってやれ」と解せる）といったサインが現れ、話題となった[16]。
- HOLLYBOOB - 2021年2月1日、Instagramに胸の写真が掲載出来ない規約に不満を持っていた女性が世間の注目を集める目的で実行。不法侵入で6人が逮捕されたが、ハリウッドサインに損傷はなかったため、すぐに釈放された。なお、「BOOB」は日本語で「おっぱい」のことである[31][32]。
- HOLLYWOOOOOD - 2024年8月11日、2024年パリオリンピックの閉会式で行われた2028年ロサンゼルスオリンピックへの引き継ぎ式において、パリでオリンピック旗を受け取った俳優のトム・クルーズがロサンゼルスに渡り、ハリウッドサインに登場した際にサインの「O」の部分が3個付け加えられ、五輪マークとなった[33][34]。

## サインを模倣した事例
- 2008年5月、ハリウッド商工会議所は、マサチューセッツ州プリマスのプリマス・ロック・スタジオ（Plymouth Rock Studios）に、「ハリウッド」に「イースト（東）」を加えた「ハリウッド・イースト（Hollywood East）」の独占使用権を与え、ニューイングランドで新たに成長しつつある映画産業の拠点に新たな商標を生み出した。プリマス・ロック・スタジオは、プリマスに適地を求め、恒久的なサインを設置することを計画している[35]。

- 2009年、イギリスのマンチェスターに近いホリンウッド（Hollinwood）で、マンチェスター市とロサンゼルス市との友好都市提携を祝して、地元のある会社の関係者が、いたずらとして「Hollinwood」のサインを設置した。このサインは一晩のうちに設置されたが、これが脇見運転の原因となると判断した高速道路管理局（Highways Agency）によって、すぐに撤去された[36]。

- 2010年3月、ニュージーランドのウェリントン国際空港が、ミラマー半島（Miramar Peninsula）の丘陵斜面に「WELLYWOOD」のサインを設置すると発表された。これは、『ロード・オブ・ザ・リング』、『キング・コング』、『アバター』の特殊効果を担当し、アカデミー視覚効果賞を何度も獲得した、WETAデジタルに代表される、ウェリントンにおける映画産業の存在を反映したものである。ウェタ社のピーター・ジャクソンやリチャード・テイラーの賛同もあり、当時の市長ケリー・プレンダーガスト（Kerry Prendergast）はサインの建設推進に自信を持っていたが[37]、この提案は、地元住民には概して不評であった[38]。この計画に対し、ハリウッド商工会議所は商標権を主張し、建設を進めようとしている空港当局の適切な対応を求める声明を出している[39]。

- 2010年3月、イングランド、エセックス州のバジルドン（Basildon）に、ハリウッドサインと同様のサインが建てられた。このサインは、幹線道路A127から、バジルドンへ入る進入路に近い丘にある。この高さ5 ft (1.5 m)のサインは、40万ポンドを投じた町おこしプロジェクトの一環である[40]。ちなみに、バジルドンのフェスティバル・レジャー・パーク（The Festival Leisure Park）には、ナイトクラブ、ホテル、レストランなどが集まっており、カジノはないものの、ラスベガス（Las Vegas）をもじって「バスベガス（Bas Vegas）」と称されることがある[41]。

## 登場する作品
- 「大地震」(1974年)
- 「スーパーマン」(1978年)
- 「ロケッティア」(1991年)
- 「デモリッションマン」(1993年)
- 「インデペンデンス・デイ」(1996年)
- 「デイ・アフター・トゥモロー」(2004年)
- 「合衆国壊滅／Ｍ（マグニチュード）10.5」(2004年)
- 「ターミネーター4」(2009年)
- 「シャークネード」(2013年)
- 「カリフォルニア・ダウン」(2015)
- 「怪盗グルーの月泥棒 3D」(2017)